# Trogloneta uncata
Espèce
Trogloneta uncata est une espèce d'araignées aranéomorphes de la famille des Mysmenidae.

## Distribution
Cette espèce est endémique du Yunnan en Chine,. Elle se rencontre dans la grotte Banpoyan dans le xian de Nanjian vers 1 990 m d'altitude.

## Description
Le mâle holotype mesure 0,79 mm.

## Publication originale
- Lin & Li, 2013 : Five new minute orb-weaving spiders of the family Mysmenidae from China (Araneae). Zootaxa no 3670(4), p. 449-481.